# Münstersche Aa
Die 43 Kilometer lange Münstersche Aa ist ein linker Nebenfluss der Ems.

## Name
In Westfalen ist der Name Aa ein weit verbreiteter Name für Flüsse und Bäche, der sich vom altsächsischen aha (gesprochen: „Acha“) ‚Fließgewässer‘ aus urgermanisch *ahwō, ableitet. Das Wort entspricht etymologisch genau lateinisch aqua „Wasser“. Flussnamen dieser Herkunft finden sich auch in anderen Teilen Deutschlands, außerdem in Österreich, der Schweiz und den Niederlanden, meist in der Form Ache oder Ach und oft als zweiter Teil von Komposita.

## Verlauf und Einzugsgebiet
Die Quellen der Münsterschen Aa liegen im nordwestlichen Westfalen etwa 16 Kilometer westlich von Münster bei Havixbeck. Von den Baumbergen kommend fließen Hangsbach, Poppenbecker Aa und Krummer Bach in nordöstlicher Richtung und vereinigen sich in der Nähe des historischen Brauhauses Klute zur Münsterschen Aa. Die Aa speist die Gräften von Haus Stapel und wird an der Stapelsmühle zu Teichen angestaut. Im weiteren Verlauf fließt sie östlich vorbei an Roxel, knickt dann nach Norden ab und wird in Münster zum 2,3 Kilometer langen Aasee angestaut. Danach durchfließt sie die Innenstadt zwischen St.-Paulus-Dom und Überwasserkirche, die zu ihrem Namen gekommen ist, weil sie vom Stadtzentrum aus gesehen jenseits des Flusses liegt. Insgesamt führt die Aa auf einer Länge von 30 Kilometer durch das Stadtgebiet Münsters. Wenige Kilometer nördlich von Münster mündet sie bei Greven – ohne den Ort direkt zu erreichen – in die Ems.
Das Einzugsgebiet des Flusslaufs umfasst rund 175 km², davon sind 104 km² überwiegend landwirtschaftlich genutzt.

## Umwelt
Nach Ende des Zweiten Weltkrieges wurde für den innerstädtischen und Teile des außerstädtischen Verlaufs der Aa in Münster ein betoniertes Flussbett mit Trapezprofil geschaffen, das die Fließgeschwindigkeit des Gewässers soweit erhöhte, dass es für Pflanzen und Tiere nahezu unmöglich wurde, sich in diesem Abschnitt anzusiedeln.
Die Phosphat-Einträge aus landwirtschaftlichen Düngemitteln und Gülle in die Münstersche Aa sind dramatisch hoch, sie belasten insbesondere im ländlichen Gebiet das Gewässer stark. Im Sommer führen Phosphate in Kombination mit einer starken Erwärmung des Wassers regelmäßig zu einer Algenpest. Seit 2005 gibt es erfolgversprechende Versuche, die Wasserqualität des Aasees durch Impfung mit Fällungsmitteln zu verbessern.

## Renaturierung
Bereits Mitte der 1980er Jahre wurden erstmals Gedanken zu der Renaturierung des Flusslaufs im Bereich des Stadtteils Coerde angestellt. 1996 wurden die Arbeiten zur Renaturierung der Münsterschen Aa zwischen dem südlichen Ende des Aasees und Haus Kump abgeschlossen. Auf einer Strecke von rund 1600 Metern wurde Ende der 1990er Jahre das betonierte Flussbett der Aa entfernt und der Flusslauf verbreitert, um der durch die niedrigere Fließgeschwindigkeit drohenden Überschwemmungsgefahr vorzubeugen. Das Projekt wurde 2002 abgeschlossen, ebenso wie die Arbeiten nahe der Rjasanstraße am Cheruskerring. Dort wurden die Sohlbefestigung und die Böschung der Aa auf einer Strecke von 145 m naturnah umgestaltet. In Havixbeck wurden 2006 entsprechende Maßnahmen in der Nähe von Haus Stapel und 2010 in der Havixbecker Bauerschaft Walingen abgeschlossen. Ebenfalls 2010 wurde ein Abschnitt von 320 Meter Länge in der Nähe von Haus Coerde renaturiert, um Hochwasserabflussspitzen besser auffangen zu können.
Ende Juli 2011 wurde bekannt, dass der Bau eines zweiten Aa-Armes für den Winter desselben Jahres vorgesehen ist. Dieser Arm soll zwischen dem Haus Kump und dem Aasee verlaufen. Auf diese Weise soll das Wasser schneller in den Aasee gelangen, so dass es sich durch die Sonneneinstrahlung weniger stark aufheizen kann, wodurch das Blaualgenwachstum reduziert werden soll. Der Planfeststellungsbeschluss sowie eine Umweltverträglichkeitsprüfung für die Renaturierungsmaßnahmen sind inzwischen abgeschlossen. Einzig die Zustimmung aus der Politik für dieses Bauvorhaben steht bislang noch aus. Die finanziellen Mittel sollen aus dem Programm „Lebendige Gewässer“ der Bezirksregierung Münster bezogen werden. Laut Angaben der Stadt Münster beliefen sich die Kosten auf rund eine Million Euro, von denen 80 % im Rahmen des Programms „Lebendige Gewässer“ vom Land getragen wurden und etwa 800.000 Euro unter den ursprünglich erwarteten Kosten verblieb.
Von Anfang 2012 bis Mitte 2014 wurden vom Tiefbauamt der Stadt Münster rund 35.000 Kubikmeter Erdreich bewegt sowie 1000 Tonnen Wasserbausteine gesetzt.
Seit 2012 ist die Renaturierung der Aa nahe der Hülshoffstraße, der Bundesautobahn 1 sowie im Bereich der Innenstadt vorgesehen. Weiterhin wurde das Flussbett der Münsterschen Aa zwischen Haus Kump und der Sentruper Straße ab August 2012 renaturiert, wofür knapp eine Million Euro veranschlagt wurde, von denen das Bundesland Nordrhein-Westfalen etwa 80 % trug. Ziel ist die Verbesserung der Wasserqualität der Münsterschen Aa sowie des Aasees, indem das Fließgewässer wieder in einen naturnahen Zustand versetzt wird und die Defizite in der Gewässerstruktur ausgeglichen werden. Hierbei entstand durch die Stadt Münster auf Höhe von Haus Kump ein Sandfang, der ein weiteres Verschlammen des Aasees verhindern soll. Zudem erhielt die Münstersche Aa auf einer Strecke von rund 2,6 Kilometern ihren natürlichen Verlauf zurück, wobei sich Planer und Ingenieure an Karten aus dem Jahr 1830 orientierten. Die Beendigung der Arbeiten war für den Sommer bis Herbst 2013 vorgesehen.
Der Teilbereich südlich der Hülshoff-Straße bis zum Hülsbach wurde durch Verlängerung um 180 Meter auf 1070 Meter ökologisch verbessert und auf diese Weise zu renaturieren versucht. Es wurde mit einer Projektdauer von rund acht Monaten verbunden mit Kosten in Höhe von 570.000 Euro gerechnet, von denen 456.000 Euro vom Land NRW getragen werden sollten.
Perspektivisch sind umfangreiche Maßnahmen zur Entfernung der innerstädtischen Beton-Sohle der Aa beabsichtigt. Das Millionen-Projekt soll mehrere Jahrzehnte andauern und den gesamten innerstädtischen Flusslauf zwischen Goldener Brücke, Kanalstraße und Aasee betreffen. Auslöser für das Projekt sind gleichermaßen bauliche Mängel, da sich das Flussbett nach 60 Jahren aufzulösen beginnt, wie auch die Verringerung der Fließgeschwindigkeit durch Renaturierung des Flusslaufs, so dass sich Flora und Fauna wieder ansiedeln können, um die Wasserqualität zu verbessern. Es wird eine Wasserqualität angestrebt, die den Anforderungen der europäischen Wasserrahmenrichtlinie entspricht. Neben der logistischen Planung sind laut Angaben des Tiefbauamtes Münster insbesondere in der Verhinderung des Abrutschens der Seitenwände die größten Herausforderungen des Projektes zu sehen. Nachgelagert zu diesem Projekt soll die Brücke am Spiekerhof neu gestaltet werden, um die Aa besser sichtbar zu machen, wofür ein Budget in Höhe von 450.000 Euro im Gespräch ist.
Von 2000 bis Mitte 2014 wurden zwölf Renaturierungsprojekte umgesetzt.
Auf einer Länge von 210 m wurde die Aa 2018 im Bereich der Westerholtschen Wiese aus ihrem Betonbett befreit und ökologisch aufgewertet. Auch an der Kanalstraße wurde der Fluss 2018 ökologisch aufgewertet und ein Verlauf mit Auenstrukturen geschaffen.
Ohne nähere zeitliche Datierung sind weitere Projekte zur Wiederherstellung der Durchgängigkeit der Aa bei Beckschems Mühle (Hohenholter Straße/Schonebeck) und an der Klostermühle, zur ökologischen Aufwertung der Aa in der Bauerschaft Schonebeck sowie zur Entfernung der Uferbefestigung bei Walingen geplant.

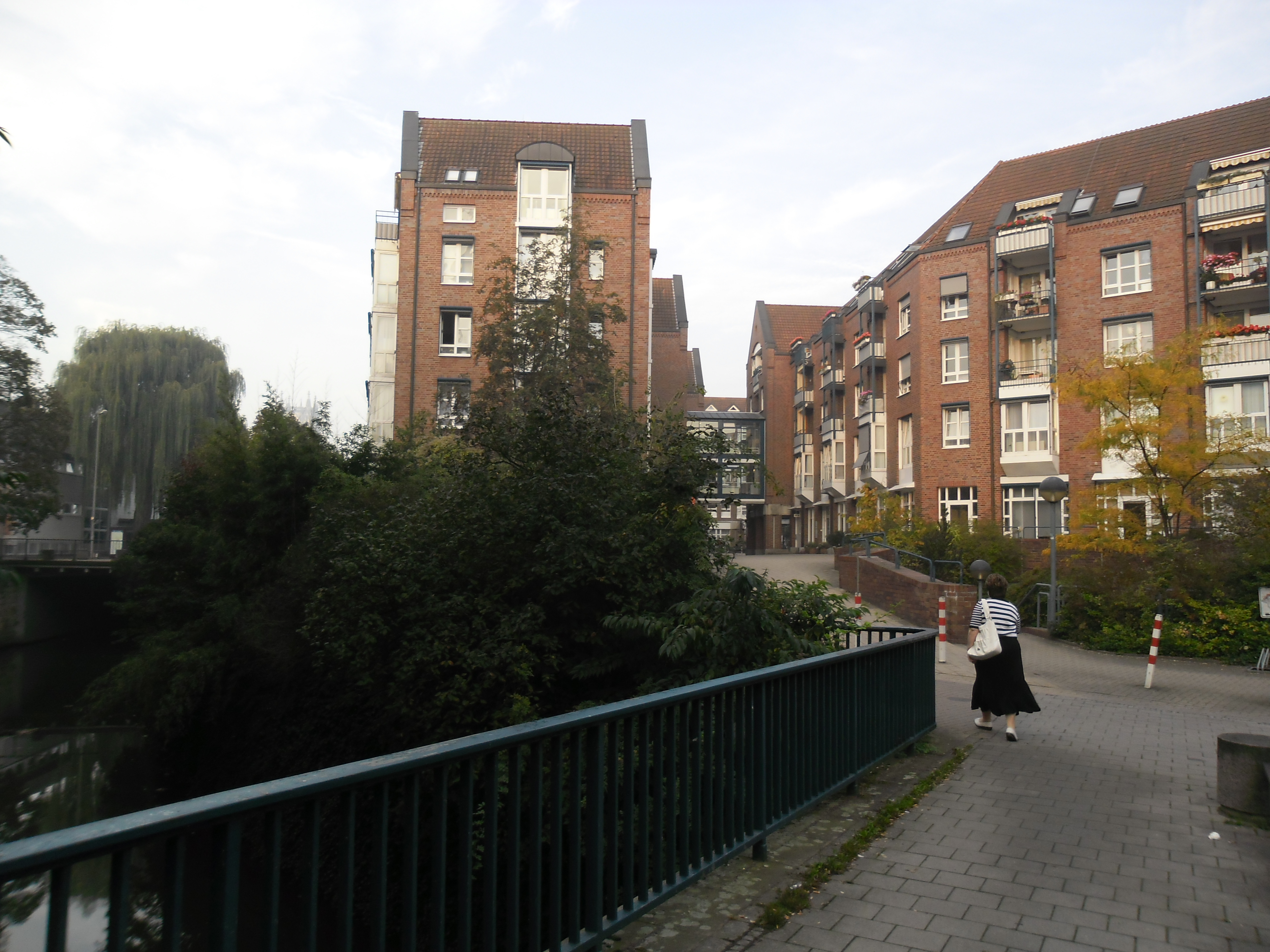
Neubrückenstraße über der Münsterschen Aa bei einer Seniorenresidenz, 2011
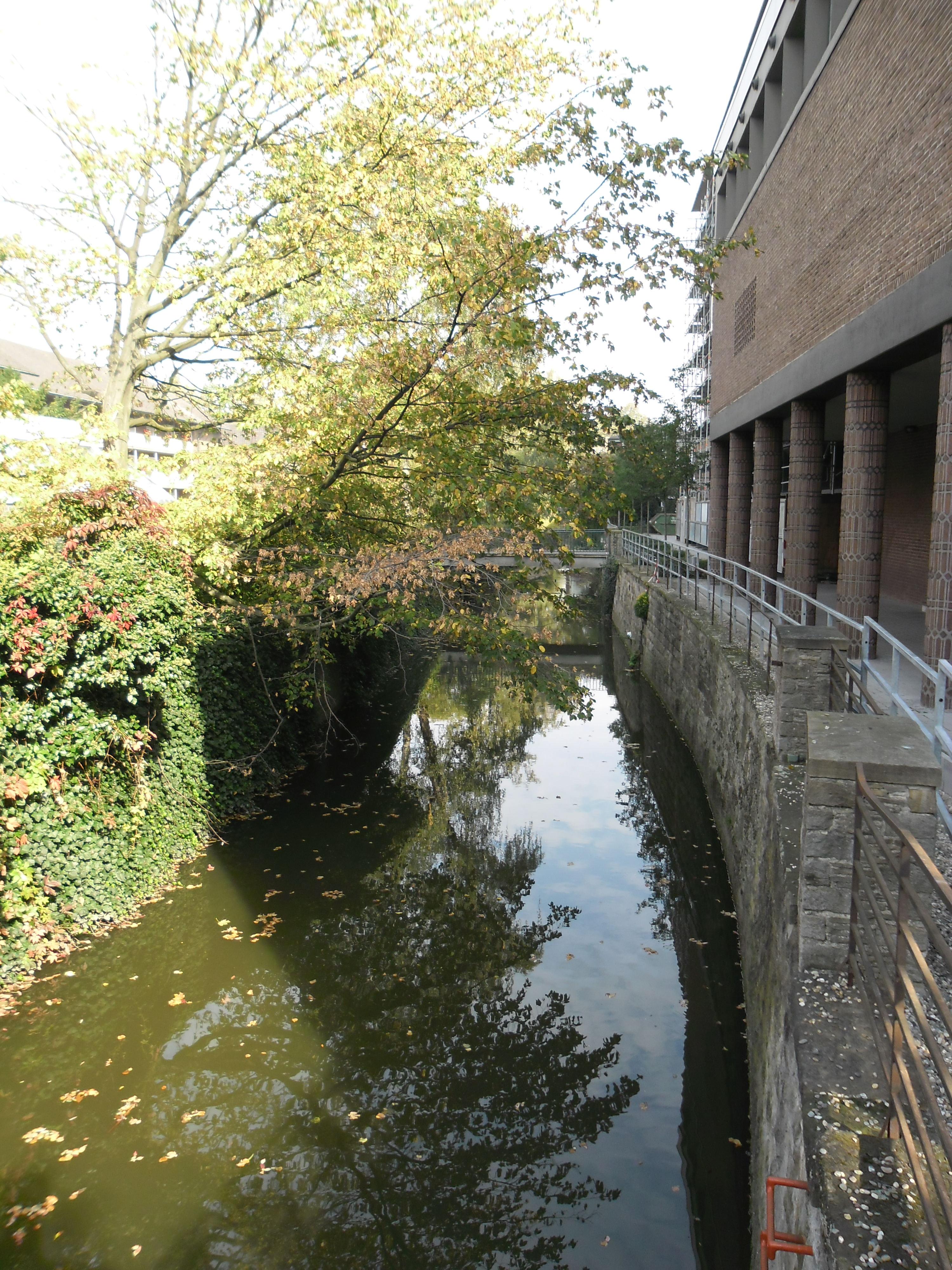
Münstersche Aa in der Nähe des Stadttheaters, 2011
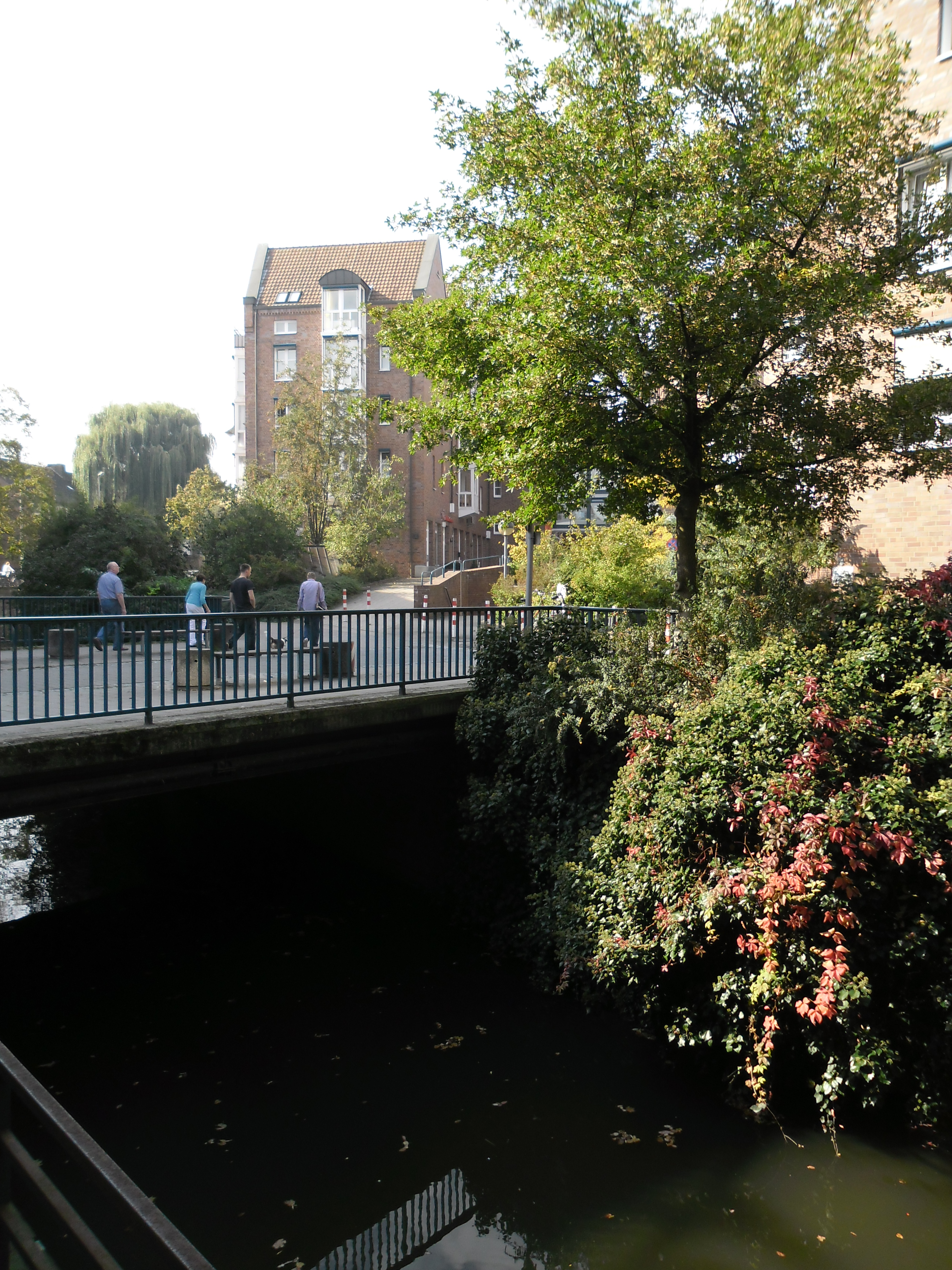
Brücke der Neubrückenstraße über die Aa, 2011
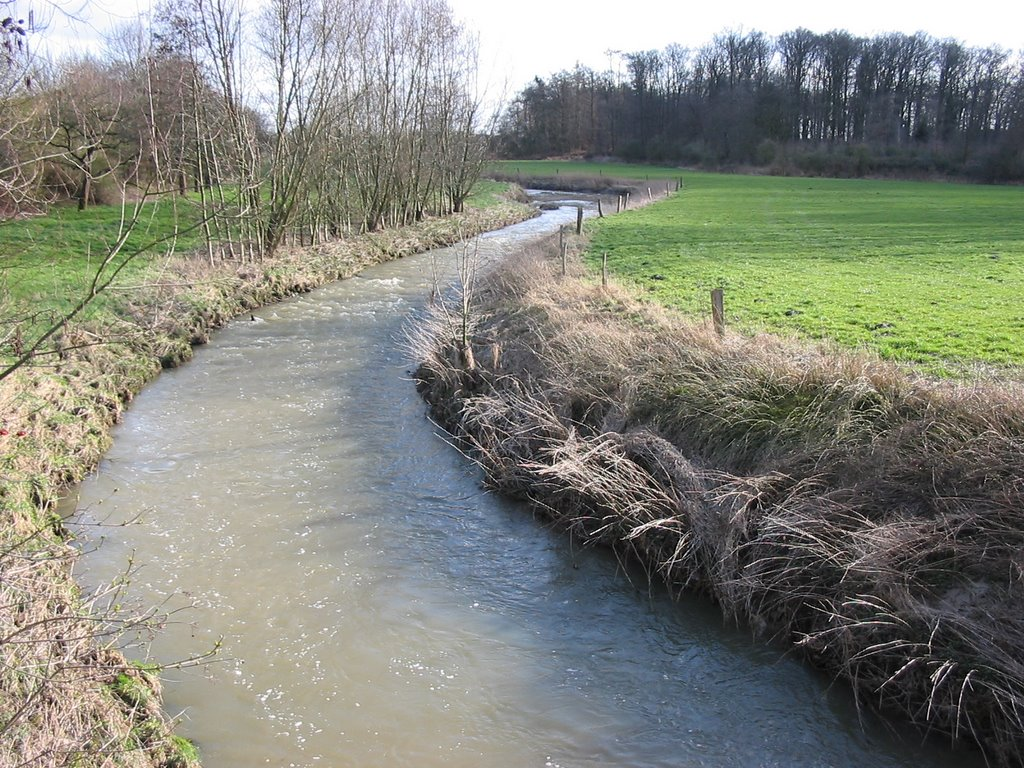
Münstersche Aa bei Haus Coerde, März 2008

## Wasserstand
Durchschnittlich führt die Aa im Unterlauf rund 1000 Liter Wasser pro Sekunde. Da die Münstersche Aa jedoch zeitweise nur wenig Wasser führt, kann sie nach Einschätzung des Tiefbauamts auch zukünftig nicht von Kanuten befahren werden.
Im Oktober 2013 betrug der Wasserstand nach anhaltend warmen und trockenen Sommermonaten lediglich 90 Zentimeter und damit fast 30 Zentimeter weniger als im Oktober des Vorjahres. Diese Abweichung bewegt sich nach Einschätzung von Meteorologen im normalen Bereich.